# チリ (歌手)
チリ（Chilli、1971年2月27日 - ）ことロゾンダ・トーマス（Rozonda Thomas）は、アメリカのミュージシャン、女優。TLCのメンバー。
L.A.リード&ベイビーフェイスが設立したレーベルラ・フェイス・レコードからの第一弾デビュー・デュオのダミアン・デイムのバック・ボーカル&ダンサーとして活動していたところをペブルスに見出されて、クリスタルの解雇で1人減っていたTLCに加入。
TLCでは、主にセカンド・シンガーとして活躍していたが、1999年の大ヒット・シングル「ノー・スクラブス」(No Scrubs)ではリード・ホーカルを担当した。レフト・アイの死去などでTLCの活動があまりなくなって以降は、アトランタのラジオ番組のホストなどをし、2008年には自身が立ち上げたレーベル「TRON MUSK」から新曲「Dumb, Dumb, Dumb」を配信リリースした。レーベル「TRON MUSK」は、過去にダラス・オースティンとの間にできた息子の名前に由来する。
ダラスと別れた後、アッシャーとの交際があり結婚の噂もあったが、結局は破局となった。

## ディスコグラフィ

### シングル
- "Dumb Dumb Dumb" (2008年)
- "Body" (2016年)[5]

## 参考資料
- エイント・２・プラウド・２・ベッグ (ライナーノーツ). TLC. LaFace・Arista. 23 April 1997. BVCA-7390。
- クレイジーセクシークール (ライナーノーツ). TLC. LaFace・Arista. 21 December 1994. BVCA-663。
- 3D (ライナーノーツ). TLC. LaFace・Arista. 6 November 2002. BVCA 21130。
- Now & Forever・The Hits (ライナーノーツ). TLC. Arista. 19 November 2003. BVCA-21146。
- We Love TLC (ライナーノーツ). TLC. LaFace. 25 March 2009. BVCM-34077。 - 期間限定生産盤（DVD付）
- グレイテスト・20イヤーズ・ヒッツ (ライナーノーツ). TLC. ソニー・ミュージック・ジャパン. 6 November 2013. EICP-1593。